# San Pietro Avellana
San Pietro Avellana è un comune italiano di 396 abitanti della provincia di Isernia in Molise.

## Geografia fisica
Il centro abitato è situato alle falde nord-occidentali del monte Miglio, nel suo territorio scorre anche il torrente Rio, affluente del fiume Sangro, nonché il fiume Vandra, affluente del fiume Volturno.
Il comune di San Pietro Avellana comprende tre frazioni: Masserie di Cristo, Alvani, Cerri e Scalo Ferroviario dove è situata anche la stazione dei treni.

## Origini del nome
Il toponimo riprende il nome di S. Pietro da quello del cenobio benedettino che fu il nucleo che portò alla graduale formazione del centro abitato. 
Le ipotesi sulla denominazione "Avellana" sono parecchie, ma la più accreditata è che possa derivare da Ad Volana, e che quindi il monastero si trovasse nelle vicinanze di Volana, città sannitica distrutta durante la terza guerra sannitica nel 293 a.C. dal console romano Spurio Carvilio, unitamente alle città di Ercolano e Palombina. Secondo altre ipotesi potrebbe fare riferimento alle avellane, frutti dei noccioli che prosperavano nelle campagne circostanti il monastero; altri hanno suggerito che derivasse da avellum e quindi dalle numerose tombe di epoca romana imperiale che pure si sono per il passato trovate numerose sul territorio.

## Storia
L'attuale abitato fu fondato nel X secolo circa da san Domenico di Sora. Ebbe origine da un insediamento di abitanti locali i quali, a seguito della distruzione dei vari casali ai quali era riconosciuta autonomia amministrativa, ritennero di dover risiedere nelle immediate vicinanze dell'abbazia benedettina di San Pietro, che all'epoca era una cittadella fortificata e quindi forniva anche protezione di tipo militare.

### Simboli
Nello stemma comunale sono raffigurate le chiavi attributo di san Pietro ed un albero di avellane, il nocciolo. 

## Monumenti e luoghi di interesse
Nei pressi del paese si trovano i ruderi del monastero medievale di San Pietro dell'Avellana, in cui era conservato il Chronicon Vulturnense, sorta di catasto delle chiese della Valle del Sangro appartenenti all'abbazia di San Vincenzo al Volturno, una delle abbazie benedettine di fondazione altomedievale più importanti dell'Italia centro-meridionale.
Fondata nel IX secolo come monastero indipendente, l'abbazia di San Pietro divenne dipendenza diretta di Montecassino nel 1060 grazie a papa Niccolò II, mentre nel 1069 i Conti di Sangro, fondatori e proprietari del Monastero, sancirono il passaggio a Montecassino con un documento ufficiale firmato da Borrello Giuniore, che cedeva alla potente abbazia benedettina cassinense anche tutti i possedimenti di San Pietro dell'Avellana, impegnandosi a difenderli militarmente come se fossero ancora suoi. Nel 1112 papa Pasquale II con una Bolla conferma il monastero al nuovo abate cassinense Gerardo.
Le principali attrazioni turistiche sono:
La chiesa parrocchiale dei SS. Apostoli Pietro e Paolo con annessa cripta ove si conserva il corpo di sant'Amico.
La Cappella gentilizia di San Giovanni Battista di proprietà della Famiglia D'Alena, posizionata sul Tratturo Celano - foggia, e la cui edificazione risale al XV Secolo. 
L'eremo intitolato al medesimo Santo e sito nell'omonimo bosco che circonda l'abitato, le Mura ciclopiche di epoca sannitica sulla sommità di Monte Miglio, la Fontana Grande del XVIII secolo.
Le Sorgenti di Pesco Bertino, di Capo di Vandra e quelle della fonte Calante, i ruderi della Taverna del Sangro e i resti di una torre medievale.

### Musei
Da visitare sono il Museo Civico Archeologico, dedicato alle tradizioni, alla civiltà contadina e all'archeologia del territorio e il Museo del Tartufo.
In località "Montagna" si trovano l'Osservatorio astronomico "Leopoldo del Re" ed il Planetario che riproduce la volta celeste con circa 20.000 stelle.
Dal giugno del 2014 il territorio di San Pietro Avellana, già inserito dal 1977 nel consorzio AssoMab (MAB: Man and Biosphere http://www.assomab.it/ Archiviato il 5 luglio 2014 in Internet Archive.) è patrimonio dell'Umanità.

## Società

### Evoluzione demografica
Abitanti censiti

## Economia
Il territorio di San Pietro Avellana, grazie all'abbondanza di sorgenti e corsi d'acqua, alla particolarità del terreno e alla natura incontaminata, è particolarmente ricco di prodotti del sottobosco, primo tra tutti il tartufo (nero e bianco pregiato). Difatti San Pietro Avellana fa parte delle 42 Città Nazionali del Tartufo, alla pari di Alba, Acqualagna, etc, la cui produzione di tartufo bianco si aggira circa al 40% della produzione nazionale.
Tra le attività economiche più tradizionali, che pur non essendo diffuse come nel passato non sono del tutto scomparse, vi sono quelle artigianali, tra le quali si può citare l'arte della tessitura finalizzata alla produzione di coperte, rinomate per i colori e per i temi geometrici.
San Pietro Avellana è socio fondatore del consorzio insieme ai comuni di Carovilli, Vastogirardi, Chiauci, Roccasicura, Pescolanciano e Pietrabbondante, la Regione Molise, l'Università del Molise e l'UTB di Isernia. Lo scopo primario di ASSOMaB è l'allargamento della Riserva UNESCO MaB di Montedimezzo-Collemeluccio; nel dicembre 2013 il consorzio ha concluso con successo l'iter di candidatura per la nascita della “Riserva MaB Alto Molise".
San Pietro Avellana è l'unico Comune del Molise ad aver approvato il piano di azione per l'energia sostenibile relativo al Patto dei sindaci (SEAP).

## Infrastrutture e trasporti
Il paese è servito dalla piccola stazione ferroviaria Stazione di San Pietro Avellana-Capracotta 
posta sulla linea Ferrovia Sulmona-Isernia, gestita da RFI, dal 2011 sospesa al traffico regolare di treni regionali Trenitalia, dal 2014 la linea risulta attiva come ferrovia turistica gestita da Fondazione FS Italiane e Le Rotaie.

## Cultura

### Cucina
- Cazzarelli e fagioli
- Fettuccine al tartufo
- Piccillato di Pasqua
- R Turcniegl (dolce fritto con uva passa)
- Mustaccioli al cioccolato
- Biscottini con il naspro
- Le "Ciambelle"
- Le Friselle (dolce)

### Eventi
- Fiera nazionale del tartufo estivo il secondo week-end di agosto
- Mostra-mercato del tartufo bianco pregiato, agli inizi di novembre

## Amministrazione
| Periodo        | Periodo        | Primo cittadino     | Partito              | Carica  | Note |
| -------------- | -------------- | ------------------- | -------------------- | ------- | ---- |
| 1877           | 1878           | Ambrogio Di Sanza   |                      | Sindaco |      |
| 1878           | 1882           | Eugenio Angelone    |                      | Sindaco |      |
| 1882           |                | Consalvo Carlino    |                      | Sindaco |      |
| 1883           |                | Pasquale Frazzini   |                      | Sindaco |      |
| 1884           | 1886           | Cristoforo Di Sanza |                      | Sindaco |      |
| 6 giugno 1993  | 12 maggio 2001 | Igino Silvestri     | Alleanza Democratica | Sindaco |      |
| 13 maggio 2001 | 15 maggio 2011 | Antonio Di Ludovico | Lista civica         | Sindaco |      |
| 16 maggio 2011 | 4 ottobre 2021 | Francesco Lombardi  | Lista civica         | Sindaco |      |
| 5 ottobre 2021 | in carica      | Simona De Caprio    | Lista civica         | Sindaco |      |